# さらば森田の裏ニッポン極秘会議
『さらば森田の裏ニッポン極秘会議』（さらばもりたのうらにっぽんごくひかいぎ）は、朝日放送テレビ（ABCテレビ）で、2022年1月23日（22日深夜）から3月27日（26日深夜）までちょいバラ枠で放送されていたバラエティ番組。

## 概要
日本を裏で支える界隈の人たち、通称「カイワイさん」を召喚し、15分逃げ切り型で伝えるトークバラエティー番組。森田が議長、フリージャーナリストの丸山ゴンザレスが書記、セクシー女優の美谷朱里が風紀委員長として出演する。
森田はこの番組について「やべぇ話をしている著名人から『あの番組面白いっすね』と言われる」「番組スタッフが上層部に最も見つかりたくない番組です」と語っている。
スタッフは「偉い人に怒られることは確定しているので 、せめてTwitter界隈では好評でした感を匂わせたい」と述べている。
日本の裏側を学ぶジャーナリズム番組を謳っているが、セクシーシーンへのこだわりが強い。環境問題を考える回では糞土師が野糞を拭くのに適切な葉としてギンドロを紹介し、美谷が使い心地を試すため画面上で実際に使用する（幕越しのシルエットではあるものの）などのシーンもあった。これらはライターにより「衝撃的」「色気映像が満載」とレビューされている。一方でライターの田辺ユウキはチープな会議室のような部屋でひたすらヤバい話をするだけという番組内容を仕切り、ゲスなツッコミにより「自分の色付けでまとめる」森田のMCとしての手腕を評価している。
各話のオンエアが終わると、15分番組とは思えない異常な量の未公開トーク映像が公式YouTubeにて公開される。また、公式TikTokではオンエアとは全く関係がない風紀委員長美谷朱里のセクシーショットが投稿されている。
毎週オンエアがある日の深夜0時から3時まで、Twitterのスペースにて、番組スタッフ座談会（当初は反省会）が行われている。不定期に美谷朱里が参加し、その時だけリスナーが爆発的に増える。スピーカーもリスナーもおっさんばかりかと思われていたが、なぜか毎回女子高生や女子大生が参加している。藤本ディレクターがTwitterにYouTubeのリンクを投稿しようとした際に失敗して現れる「見たことない猿」、リスナーがスピーカーに要求する「武田鉄矢のモノマネ」、中村プロデューサーが執拗におっさんリスナーを特定しようとする「おっさんめくり」など独自のノリが形成されつつある。
2022年3月21日に、ライブ配信イベント『さらば森田の裏ニッポン極秘会議「汚ったねぇ居酒屋で！汚ったねぇ芸人と！汚ったねぇ話！」』が行われた。森田曰く「リミッター外そうとしてる」。イベントには森田（さらば青春の光）と親しい地下芸人として、溜口佑太朗（ラブレターズ）とみなみかわが出演。番組スタッフはなぜか手売りによる販売促進活動を積極的に行っていた。

## 出演者

### レギュラー
- さらば青春の光・森田哲矢（議長）
- 丸山ゴンザレス（書記）
- 美谷朱里（風紀委員）

## スタッフ
- ナレーター：東留伽
- 構成：くらやん
- CAM：宮川量康、小川正明
- CA：舛本もえ
- VE・音声：霜崎愛実
- 照明：中上歩
- EED：宇田周人、山道健史
- SE・MA：谷口夏海
- 美術：大家信徹
- 美術協力：東京衣装、京阪商会
- 協力：イングス、TBSアクト、スタジオネスト、港家
- ディレクター：石田琢真、松本剛樹、竹村聖葉
- チーフディレクター：藤本能範
- プロデューサー：中村光
- 制作著作：朝日放送テレビ